# Успеновская ГЭС
Успеновская ГЭС — малая гидроэлектростанция (ГЭС) в Алматинской области Казахстана. Расположена на реке Тентек в Алакольском районе. 

## Конструкция
Некоторые сооружения ГЭС:
- железобетонный напорный бассейн с аванкамерой, шугосбросом и затворами;
- два железобетонных турбинных водовода сечением 2×2,2 м и длиной 86 м каждый;
- здание ГЭС;
- ОРУ 35 кВ;
- железобетонный отводящий канал сечением 6×3 м, длиной 228 м;
- холостой водосброс длиной 220 м с водобойным колодцем;
- Делитель с затворами

## История
Начало строительства: 31 апреля 2007 года, окончание — 19 сентября 2008 года.Введена в эксплуатацию: в 2017 году.Собственник: ТОО «Аксу-Энерго»